# Nullauftriebswiderstand
Der Nullauftriebswiderstand {\displaystyle C_{\mathrm {W0} }} ist der Widerstand eines Flügelprofils gegen die Strömung, ohne dass Auftrieb oder Abtrieb entsteht. Er ist abhängig von der aerodynamisch wirksamen Wölbung und weniger von der Profildicke. Bei nicht gewölbten (symmetrischen) oder gewissen S-Schlagprofilen ist der Nullauftriebswiderstand identisch mit dem Minimalwiderstand. Der Nullauftriebswiderstand bestimmt also stark den minimalen Gesamtwiderstand und damit die Höchstgeschwindigkeit eines Flügelprofils.